# リボラジ!〜ぶっちゃけ人気キャラクター大集合!〜
『リボラジ!〜ぶっちゃけ人気キャラクター大集合!〜』（りぼらじ にんきキャラクターだいしゅうごう）は、テレビアニメ『家庭教師ヒットマンREBORN!』との連動番組としてマーベラスエンターテイメント公式サイト上で配信中のインターネットラジオ番組。2010年4月7日から全10回予定で配信開始され、第1回から第3回までは各週水曜日に、第4回から第6回までは各週金曜日に、第7回から第10回は各週水曜日に更新される。

## パーソナリティ
- ニーコ（リボーン役）

## 概要
- コーナーは「ふつおた」「リボキャラ絵描き歌」「一撃必殺！最強最短超（ハイパー）お悩み相談室」の3つが基本。

## ゲスト
- 第1回〜第3回 - 國分優香里（沢田綱吉役）、市瀬秀和（獄寺隼人役）、池田政典（XANXUS役）
- 第4回 - KENN（ディーノ役）
- 第5回・第6回 - 近藤隆（雲雀恭弥役）、藤原祐規（ベルフェゴール役）
- 第7回・第8回 - 井上優（山本武役）、高橋広樹（スクアーロ役）
- 第9回・第10回 - 飯田利信（六道骸役）、大山鎬則（白蘭役）